# Phryxe unicolor
Phryxe unicolor är en tvåvingeart som först beskrevs av Villeneuve 1908.  Phryxe unicolor ingår i släktet Phryxe och familjen parasitflugor. Inga underarter finns listade i Catalogue of Life.